# Mormonia poderosa
Mormonia poderosa là một loài bướm đêm trong họ Noctuidae.